# Frédéric Boccaletti
Frédéric Boccaletti, né le 23 novembre 1973 à Martigues (Bouches-du-Rhône), est un homme politique français d'extrême droite.
Propriétaire jusqu'en 1998 d'une librairie « spécialisée en ouvrages antisémites et négationnistes », il milite au Front national de la jeunesse puis au Mouvement national républicain avant d'entrer en 2008 au Front national, devenu Rassemblement national. Il est élu député dans la 7e circonscription du Var lors des élections législatives de 2022 et réélu lors des élections législatives de 2024. Il siège au sein du groupe RN et est membre de la commission de la Défense nationale et des Forces armées de l'Assemblée nationale.
Il est également conseiller régional de Provence-Alpes-Côte d'Azur depuis 2010, réélu en 2015 puis en 2021. Il préside le groupe RN au conseil régional depuis 2017. Il est aussi conseiller municipal de Six-Fours-les-Plages et conseiller métropolitain de Toulon Provence Méditerranée de mars 2014 (réélu en juin 2020) à août 2022.

## Origines
Frédéric Boccaletti naît le 23 novembre 1973 à Martigues, dans les Bouches-du-Rhône.
Après avoir arrêté sa scolarité en cinquième,, Frédéric Boccaletti fait ses débuts comme apprenti cuisinier.

## Librairie
Il crée une société d'édition, qui réédite Charles Maurras,.
Reprenant le stock de la librairie Alaïs, une boutique de livres d'extrême droite au cœur de Toulon qui commercialisait des ouvrages racistes, antisémites et néonazis, il ouvre en 1997 la librairie Anthinéa,, dont le nom rend hommage à l'ouvrage Anthinéa, d'Athènes à Florence de Charles Maurras qu'il a réédité,. Le Point relève qu'il « diffus[e] des ouvrages sulfureux ».
Parmi ses stocks figurent notamment Jean Mabire, qui fut l'un des piliers de la Nouvelle Droite, l'écrivain négationniste Roger Garaudy, ou encore le dictateur espagnol Francisco Franco. Libération indique que sa librairie est « spécialisée en ouvrages antisémites et négationnistes ».
En 1997, le maire FN de Toulon, Jean-Marie Le Chevallier, adresse une lettre aux membres de la fédération FN du Var dans laquelle il déplore que la librairie « mélange à la vente les ouvrages de grande qualité (Histoire de France de Jacques Bainville, Jean Madiran, etc.) à d'autres qui visent à nuire au Front national. ». Boccaletti indique, quant à lui, qu'il vend « des ouvrages d'extrême droite » et affirme qu'« Anthinéa n'a jamais été une librairie négationniste. ». Il ferme Anthinéa en 1998.

## Parcours politique

### Militant et élu local
En 1994, il adhére au FN et devient secrétaire adjoint du Front national de la jeunesse (FNJ).
Durant le mandat de Jean-Marie Le Chevallier comme maire de Toulon, il se montre hostile à ce dernier. Il apporte son soutien public à Cendrine Le Chevallier à l'occasion de l'élection législative partielle de septembre 1998 dans la 1re circonscription du Var. Sa librairie, Anthinéa, devient le cœur de l'opposition interne au maire Front national (FN) de Toulon.
Il rejoint le Mouvement national républicain (MNR) de Bruno Mégret en 1999.
Lors des élections municipales de 2001, il est élu conseiller municipal sur une liste divers droite à Six-Fours-les-Plages.
Après avoir été délégué départemental du Parti populiste — un groupuscule éphémère fondé par d’anciens megrétistes en 2005, —, il revient au FN en 2008 ou 2009 avec la bienveillance de Jean-Marie Le Pen, par l'entremise de Louis Aliot,,,. La même année, il invite Éric Delcroix, avocat de négationnistes comme Robert Faurisson et lui-même condamné pour contestation de crimes contre l'humanité en 1996, ainsi que des membres du groupe de rock identitaire Fraction, à une réunion dans une salle municipale de Six-Fours-les-Plages pour l’université d'été du Parti populiste,,. Questionné à ce sujet, il répond qu'il n'était « pas l'organisateur » de l'événement et n'avait « pas la liste des invités », et qu'il n'a pas assisté à « la totalité ».
En 2008, il est nommé administrateur du Centre communal d'action sociale de Six-Fours-les-Plages par le maire UMP Jean-Sébastien Vialatte, ce qui suscite une polémique.
Il est directeur de campagne de Jean-Marie Le Pen lors des élections régionales de 2010, à l'issue desquelles il est élu conseiller régional de Provence-Alpes-Côte d'Azur, en troisième position sur la liste FN de Vaucluse. En 2013, il crée avec Gaël Nofri le compte Twitter de Jean-Marie Le Pen, @lepenjm, qu'il gère jusqu'en 2015.
Il devient secrétaire fédéral du FN dans le Var en 2010,. Il est également membre du comité central du parti.

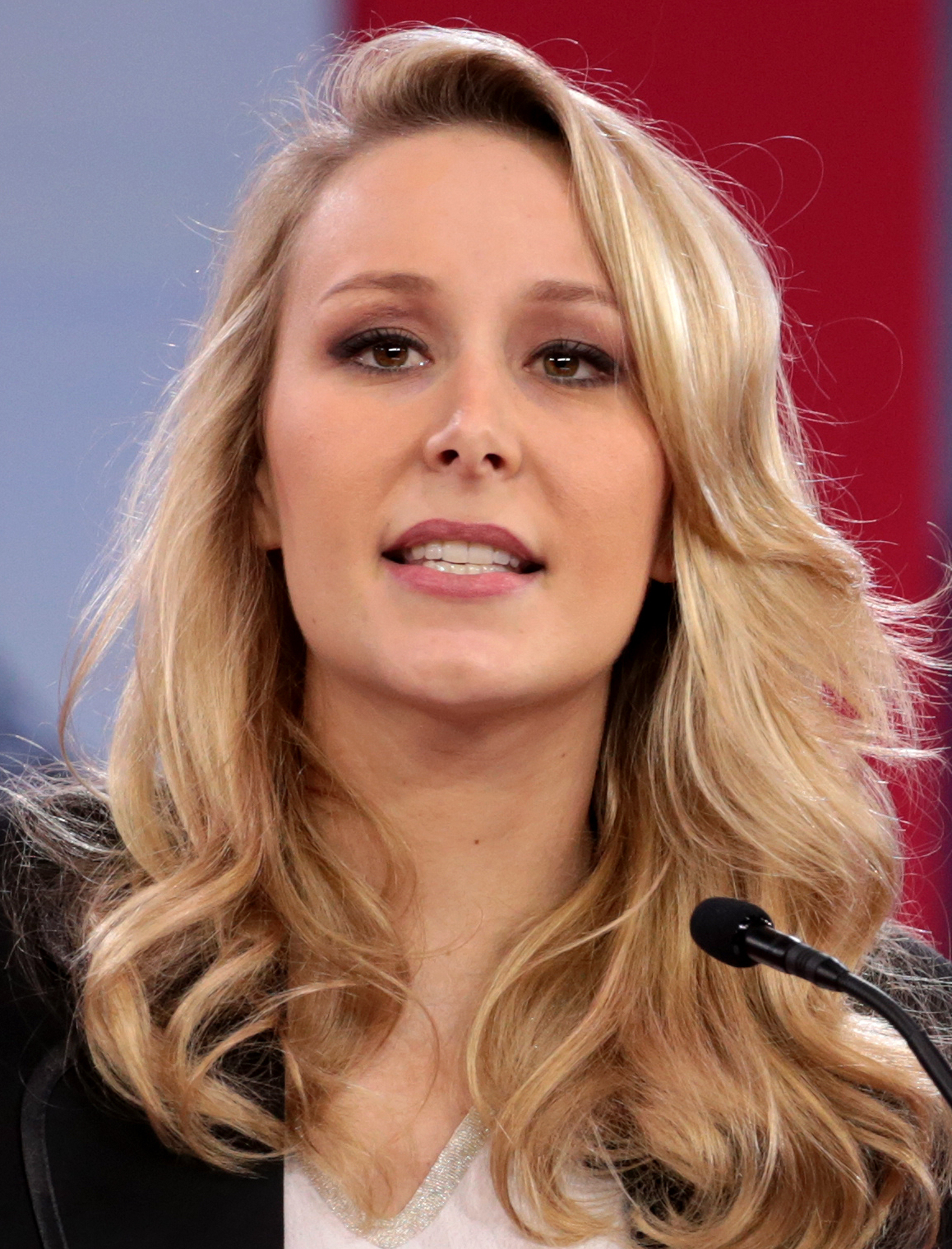
Après avoir été son directeur de campagne, Frédéric Boccaletti succède en 2017 à Marion Maréchal-Le Pen à la présidence du groupe FN au conseil régional de Provence-Alpes-Côte d'Azur.

La Règle du jeu indique en 2014 qu'il est « un membre respecté au sein du FN ». France 3 estime en 2015 qu'à la tête de la section du Var, « il fait du bon boulot : en 3 ans le nombre d'adhérents est passé de moins de 500 à près de 4 200, chiffres comptabilisés en novembre 2014. Le patron FN du Var dirige ses troupes avec poigne. Il ne supporte pas les entorses à la discipline dans ses rangs et quand ses ouailles refusent de laver leur linge sale en famille, il tranche dans le vif ». Il promeut de nouvelles figures du parti comme David Rachline, Laurent Lopez (élu conseiller général à Brignoles) ou Marc-Étienne Lansade (maire de Cogolin), et obtient les ralliements de Philippe de La Grange (ex-UMP) et de Damien Gutierrez (ex-UMP et MoDem). Stéphane Ravier est présenté comme son « rival » au sein du FN en PACA.
Indiquant vouloir aider Jean-Marie Le Pen à prendre la présidence du conseil régional de Provence-Alpes-Côte d'Azur en février 2015, il se résout à l'exclusion de ce dernier du FN, tout comme Stéphane Ravier : Mediapart estime que « ces deux piliers locaux, qui se disputent le rang de la première fédération frontiste, ne feront rien pour déplaire à la présidente du FN ». Il est directeur de campagne de Marion Maréchal-Le Pen et réélu conseiller régional lors des élections régionales de 2015. Il est assistant parlementaire de l'eurodéputé Dominique Martin pendant un an entre 2014 et 2015.
Candidat aux élections législatives de 2017 dans la 7e circonscription du Var — malgré l'annonce par Marine Le Pen qu'aucun repris de justice ne serait candidat aux législatives au nom de son mouvement —, il est battu au second tour par Émilie Guerel (LREM), recueillant 43,66 % des voix. Durant la campagne, Le Point relève qu'« une ambiance délétère règne dans le camp frontiste du département » et en particulier autour de Frédéric Boccaletti qui « [génère] régulièrement de la violence sur son passage », a suspendu une élue FN, et voit son leadership contesté par « plusieurs élus et militants » qui « ont saisi les instances nationales », « en vain ». Il est notamment visé par Laurent Lopez, auparavant proche de lui.
Au sein du groupe FN du conseil régional de PACA, il est d'abord secrétaire général. Le 7 juillet 2017, il succède à Marion Maréchal-Le Pen à la présidence du groupe, ayant été préféré par les élus FN à Franck Allisio, ancien membre de l'UMP.
Il a également été assistant parlementaire de Dominique Martin (FN) au Parlement européen, « pendant un an » selon lui,.
Il annonce quitter ses fonctions de secrétaire départemental du FN dans le Var début 2018, indiquant en avoir fait la demande depuis deux ans : Var-Matin affirme que « beaucoup d'élus locaux ont rendu leur carte, dénonçant le caractère « hégémonique » du secrétaire départemental et son attitude « dictatoriale ». StreetPress indique qu'« il en a fait à l'époque la plus grosse [fédération] du parti d'extrême droite ».
Tête de liste pour les élections municipales de 2020 à Six-Fours-les-Plages, il indique que sa liste est composée à « un tiers de gens RN, un tiers de gens LR et un tiers de gens sans étiquette ». Au premier tour, sa liste arrive en deuxième position, avec 22 % des voix, derrière celle du maire divers droite sortant Jean-Sébastien Vialatte (44 %). Au second tour, sa liste recueille 23,6 % des votes, loin derrière Jean-Sébastien Vialatte, qui l'emporte avec 50,9 % des voix. Il est élu conseiller municipal et conseiller métropolitain de la métropole Toulon Provence Méditerranée.
Il est écarté de la liste des candidats du RN aux élections sénatoriales de 2020 dans le Var, dans un contexte de « purges » au sein du parti.
Lors des élections régionales de 2021 en Provence-Alpes-Côte d'Azur, il est le directeur de campagne de Thierry Mariani, tête de liste du RN, et est réélu conseiller régional. Il est chargé de l'organisation et de la logistique de la campagne, tandis que Philippe Vardon s'occupe de la stratégie et de la communication.

### Député
Lors des élections législatives de 2022, il est candidat RN dans la septième circonscription du Var. Il est élu député au second tour avec 52,05 % des voix face à la candidate Ensemble, Cécile Muschotti. Professionnel de la politique depuis une douzaine d'années, il fait partie des 23 députés « sans profession déclarée » selon l'Assemblée nationale. Selon Le Monde, il est « l’un des artisans majeurs de l'implantation du parti lepéniste dans [le Var], où il a conquis sept circonscriptions sur huit ».
Il démissionne de ses fonctions de conseiller municipal et conseiller communautaire en août 2022 pour être en conformité avec les dispositions légales sur le cumul des mandats.
En octobre 2022, il qualifie Pap Ndiaye, ministre de l'Éducation nationale, de « communautariste », ce qui lui vaut un rappel à l'ordre de Yaël Braun-Pivet, présidente de l'Assemblée nationale,.

### Ligne politique
En 2008, il est mis en cause pour sa proximité avec l'avocat négationniste Éric Delcroix.
Frédéric Boccaletti a participé à La Manif pour tous auprès de Nick Griffin, leader du Parti national britannique.
En 2015, dans le contexte de la crise migratoire en Europe, il déclare que les migrants « sont animés d'un égoïsme exacerbé doublé d'une lâcheté honteuse »,.
Selon Slate, il « voue une admiration de longue date » à Charles Maurras, dont la doctrine prône une monarchie héréditaire en France, tout en se revendiquant antisémite, antiprotestante, antimaçonnique et xénophobe.

## Affaires judiciaires

### Accusation de violence conjugale
En avril 1999, d’après son ex-femme Sylvie, Frédéric Boccaletti se serait montré particulièrement violent sur sa femme accusée d'avoir travaillé pour une librairie concurrente de celle que lui tenait. Le médecin évoque « un hématome à l'oreille droite, une ecchymose de l'épaule gauche, de multiples contusions du dos, un hématome du genou droit, une marque de morsure du bras gauche », elle aura 8 jours d'ITT. Sa femme Sylvie dépose plainte au commissariat de Toulon. Celle-ci sera classée sans suite le 20 juin 2000. Frédéric Boccaletti a déposé une main courante et fait un courrier au procureur de la République pour « dénonciation calomnieuse ».

### Condamnation pour violence en réunion
En 2000, alors secrétaire départemental adjoint du MNR, il est condamné à un an de prison dont six mois ferme pour « violence en réunion avec arme »,,. Au cours d'un collage d'affiches, il a une altercation et participe à une course poursuite en ville avec un groupe de jeunes hommes avant de fournir une arme au militant qui l'accompagne et qui tire à hauteur d'homme. L'enquête a également conclu à un port d'arme illégal, puisqu'il ne possédait aucun permis. Il est incarcéré pendant quatre mois et demi à la prison Saint-Roch de Toulon, avant d'être « gracié pour raisons de santé ».

## Polémiques
Lors de son passage au Mouvement national républicain (MNR), le parti de Bruno Mégret, en 1999, il est accusé de détourner à son profit de l'argent du parti. Des documents signés du trésorier adjoint du MNR attestent que Frédéric Boccaletti a prélevé « à ses fins personnelles » 6 500 francs, soit environ 990 euros, auxquels se sont ajoutés 7 440 francs (1 130 euros) de « frais et d'amendes suite aux chèques sans provisions et levé d'interdit bancaire ».
Une enquête de StreetPress fait état de nombreux témoignages d'anciens collaborateurs de Frédéric Boccaletti le présentant comme irascible et autoritaire : « Dès qu'il y a quelque chose qui ne va pas, c'est tout de suite l'attaque et l'agressivité », pointe un ancien responsable RN. Des militants affirment avoir fait l'objet de harcèlement moral et citent des scènes d'intimidation physique, notamment à l'encontre de Joëlle Mélin.
D'après Laurent Lopez, ancien cadre du FN, Frédéric Boccaletti a procédé lors des élections départementales de 2015 à une surfacturation des tracts des candidats du parti dans la Var. Les candidats étaient ensuite remboursés de leurs dépenses par l'État s'ils faisaient plus de 5 %, permettant à la fédération d'engranger des bénéfices.
En 2018 et 2021, il est invité à aller observer les élections parlementaires russes, rôle dénoncé comme servant à cautionner un scrutin controversé,.